# 与謝野町有線テレビ
与謝野町有線テレビ（よさのちょうゆうせんテレビ、略称：KYT）は、京都府与謝郡与謝野町が運営しているケーブルテレビ局である。別称は京都与謝野町有線テレビ（きょうとよさのちょうゆうせんテレビ）。
1991年に開局。当地域も放送対象地域としている読売テレビと同じ日本テレビ系列に加盟している鹿児島読売テレビ（略称が当局と同じKYTである）とは無関係である。

## 所在地
- 〒626-2498 京都府与謝郡与謝野町字加悦433番地 与謝野町加悦庁舎内

## サービスエリア
- 京都府与謝郡与謝野町（全域）

### 全町サービスエリア化について
旧岩滝町、旧野田川町を光ファイバーを各戸に引き込むFTTH方式で整備された。その後、旧加悦町地域の設備も2011年3月31日までにFTTH方式に改修された。

## 沿革
- 1991年（平成3年）9月 - 加悦町町営のケーブルテレビ局・加悦町有線テレビ（かやちょうゆうせんテレビ）として開局。
- 2002年（平成14年） - インターネット接続サービス開始。
- 2006年（平成18年）3月 - 加悦町、岩滝町、野田川町が合併して与謝野町となり、「与謝野町有線テレビ」と改称。
- 2008年（平成20年）
  - 1月 - 地上デジタル放送を開始。。
  - 12月 - 与謝野町議会において、「地域情報通信基盤整備工事」が承認される。全町サービスエリア化が決定。旧岩滝町、旧野田川町地域は、FTTH方式で整備されることとなった[1]。
- 2009年（平成21年）10月 - 着工。
- 2010年（平成22年）4月 - 全域でサービス開始。
- 2011年（平成23年）3月 - 全域の整備完了。
- 2015年（平成27年）3月3日 - 12:00をもってデジアナ変換を終了。
- 2021年（令和3年）4月末 - インターネット接続サービス終了[2]。

## 主な放送チャンネル

### 地上波系列別再放送局
| NHK-G   | NHK-E   | NNN/NNS    | ANN            | JNN      | TXN | FNN/FNS    | JAITS   |
| ------- | ------- | ---------- | -------------- | -------- | --- | ---------- | ------- |
| NHK京都 | NHK大阪 | 読売テレビ | 朝日放送テレビ | 毎日放送 |     | 関西テレビ | KBS京都 |

### テレビ局
| デジタル | 放送局          |
| -------- | --------------- |
| 011      | NHK京都総合     |
| 021      | NHK大阪Eテレ    |
| 041      | 毎日放送        |
| 051      | KBS京都         |
| 061      | 朝日放送テレビ  |
| 081      | 関西テレビ      |
| 101      | 読売テレビ      |
| 111      | 自主放送（KYT） |

- 自主放送チャンネルは毎日 20:00から本放送が行われ、21:00・22:00、翌9:00・12:15・15:00に再放送される（一部番組除く）。
- 地上デジタル放送は「同一周波数パススルー方式」であり、対応のテレビかチューナーで視聴出来る。
- ホームターミナルチャンネルの利用については、ホームターミナルの購入が必要となる。
- FTTHエリアではBSデジタル放送とスカパー!（旧：スカパー!e2）の放送がパススルーで実施されており対応のテレビかチューナーで視聴出来る（ただし、スカパー!の有料チャンネルを視聴する場合は視聴契約とチャンネル毎の利用料をスカパーと結ばないといけない。）。
- 2011年7月の地上アナログ放送停波後も2015年3月3日まで地上デジタル放送をアナログに変換、ケーブルテレビで再送するデジアナ変換を実施した[3]。
- テレビ大阪については技術的・地理的な関係で再配信が出来ず、放送されていない。ただし、テレビ東京・TXN各局製作番組はごく一部とはいえKBS京都やBSテレ東でも遅れネットされており、後者に関しては先述の通り、BSパススルーを利用することで視聴が可能。

### ラジオ局
| MHz  | 放送局    |
| ---- | --------- |
| 79.8 | α-station |
| 86.1 | NHK京都FM |

音声告知放送が実施されており、町民全世帯を対象に告知端末機が設置される制度となっている。告知端末機のみの利用の場合は無料である。